# نظام هبوط الأجهزة

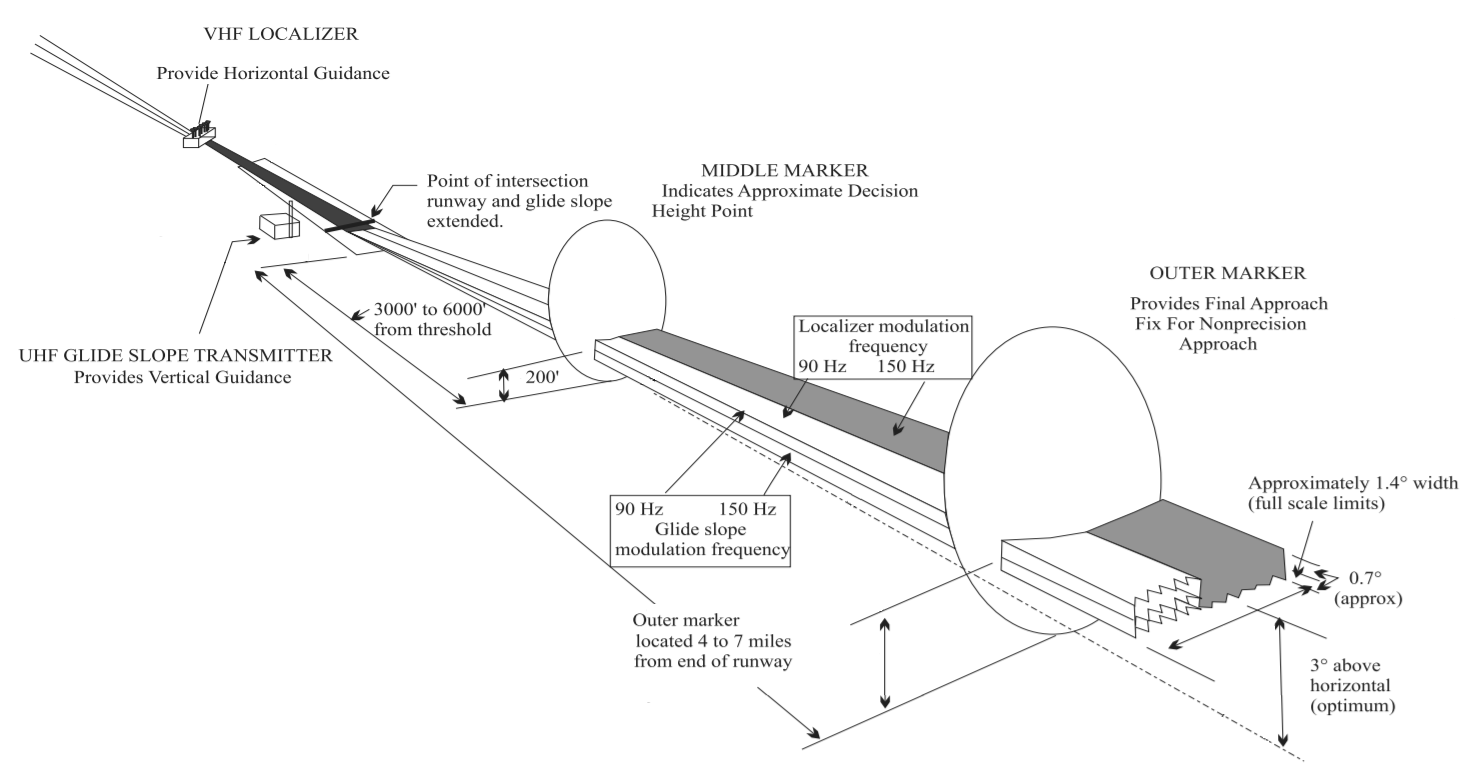
رسم تخطيطي لاقتراب نظام هبوط الأجهزة (ILS)

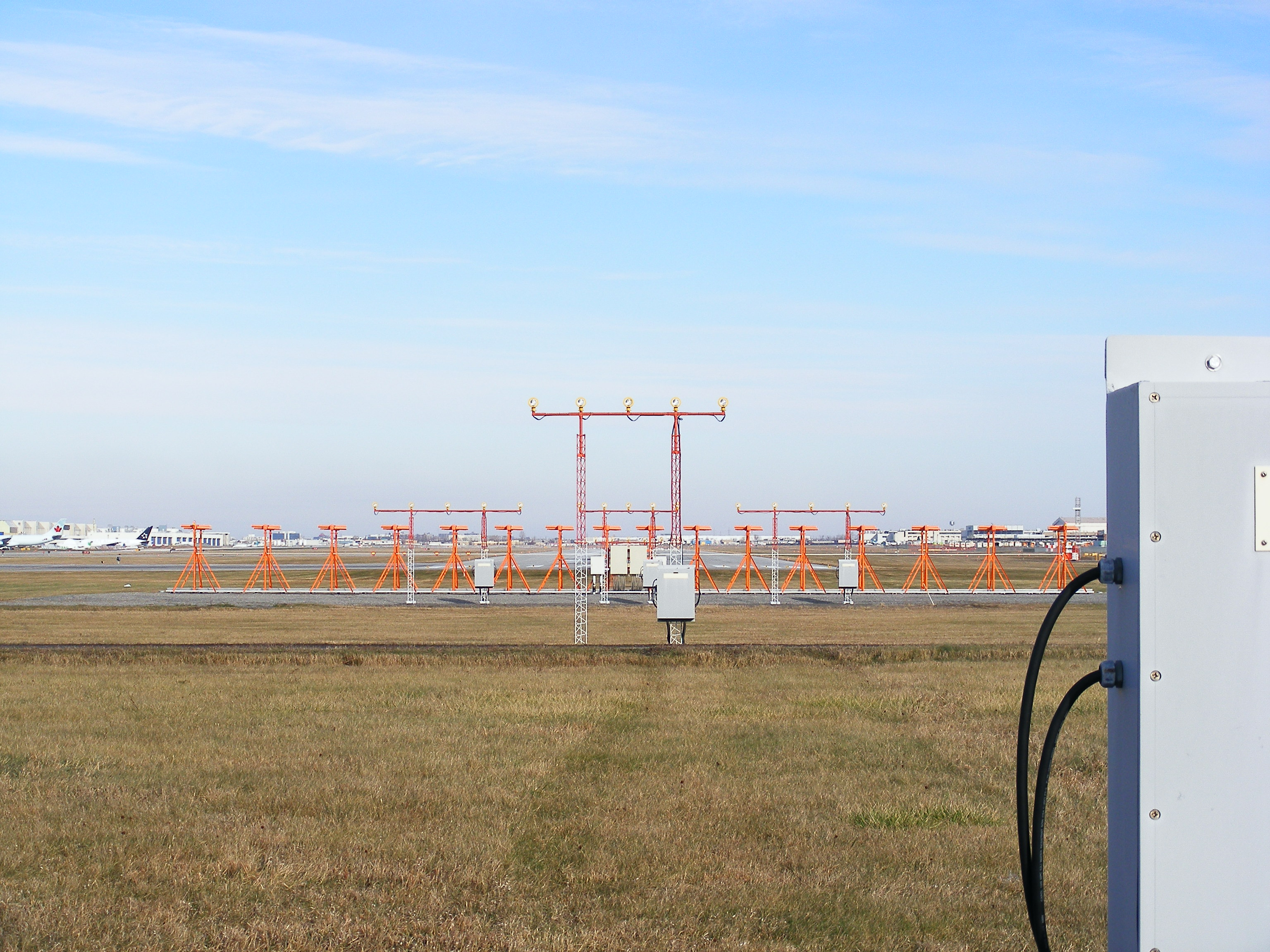
منظر للمكون الأساسي لـ (ILS)، المترجم، الذي يوفر التوجيه الجانبي. يقع جهاز الإرسال والهوائي على خط الوسط في الطرف المقابل من المدرج من عتبة الاقتراب. صورة لمُحَلِم Indra's Normarc، التُقطت على المدرج 06L بمطار مونتريال- ترودو الدولي، كندا.

في مجال الطيران، يعد نظام هبوط الأجهزة (instrument landing system) اختصارا (ILS) نظامًا للملاحة اللاسلكية يوفر توجيهًا قصير المدى للطائرات للسماح لها بالاقتراب من مدرج في الليل أو في الأحوال الجوية السيئة. في شكله الأصلي، يسمح للطائرة بالاقتراب حتى 200 قدم (61 م) على الأرض، في حدود 1⁄2 ميل (800 م) من المدرج. عند هذه النقطة يجب أن يكون المدرج مرئيًا للطيار؛ إذا لم يكن الأمر كذلك، فعليه القيام باقتراب فائت. إن جعل الطائرة بهذا القرب من المدرج يزيد بشكل كبير من نطاق الظروف الجوية التي يمكن فيها الهبوط الآمن. الإصدارات اللاحقة من النظام، أو «الفئات»، قللت من الحد الأدنى للارتفاعات.
يستخدم نظام الهبوط بالأجهزة (ILS) إشارتين راديويتين باتجاهين، «المحدد» (localizer) بتردد (من 108 إلى 112 ميغاهرتز)، والذي يوفر توجيهًا أفقيًا، و«المنحدر الانزلاقي» (glideslope) بتردد (من 329.15 إلى 335 ميغاهرتز) للتردد الرأسي. يتم عرض العلاقة بين موقع الطائرة وهذه الإشارات على أداة أجهزة قياس الطائرة، وغالبًا ما تكون مؤشرات إضافية في مؤشر الوجهة. يحاول الطيار المناورة بالطائرة لإبقاء هذه المؤشرات مركزية أثناء اقترابها من المدرج إلى ارتفاع القرار. توفر العلامات الاختيارية معلومات المسافة مع استمرار الاقتراب، بما في ذلك العلامة الوسطى الموضوعة بالقرب من موضع ارتفاع القرار. قد يشتمل نظام الهبوط بالأجهزة (ILS) أيضًا على إضاءة عالية الكثافة في نهاية مدارج الطائرات.
تم تطوير عدد من أنظمة الهبوط القائمة على الراديو بين عشرينيات وأربعينيات القرن الماضي، ولا سيما شعاع لورنز الذي شهد استخدامًا واسعًا نسبيًا في أوروبا قبل الحرب. كان نظام (SCS-51) الذي طورته الولايات المتحدة أكثر دقة مع إضافة التوجيه الرأسي أيضًا. تم تركيب العديد من المجموعات في القواعد الجوية في المملكة المتحدة خلال الحرب العالمية الثانية، مما أدى إلى اختيارها كمعيار دولي بعد تشكيل منظمة الطيران المدني الدولي (ICAO) في عام 1947. تم تطوير العديد من أنظمة الهبوط المتنافسة، بما في ذلك اقتراب التحكم الأرضي القائم على الرادار (GCA) ونظام الهبوط بالموجات الدقيقة (MLS) الأحدث، ولكن تم نشر القليل من هذه الأنظمة. يظل (ILS) معيارًا واسع الانتشار حتى يومنا هذا.
يؤدي إدخال الأساليب الدقيقة باستخدام أنظمة (GNSS) منخفضة التكلفة إلى استبدال (ILS). عادةً ما يتطلب توفير الدقة المطلوبة مع نظام (GNSS) فقط إشارة زيادة متعددة الاتجاهات منخفضة الطاقة يتم بثها من المطار، وهي أقل تكلفة بشكل كبير من أجهزة الإرسال المتعددة والكبيرة والقوية المطلوبة لتنفيذ نظام (ILS) بالكامل. بحلول عام 2015، تجاوز عدد المطارات الأمريكية التي تدعم مقاربات LPV الشبيهة بـ (ILS) عدد أنظمة (ILS)، ومن المتوقع أن يؤدي هذا في نهاية المطاف إلى الإزالة النهائية لـ (ILS) في معظم المطارات.

## مبدأ التشغيل

طائرات (ILS)

يعمل نظام هبوط الأجهزة كنظام اقتراب للأجهزة الأرضية يوفر توجيهًا أفقيًا وعموديًا دقيقًا للطائرة التي تقترب وتهبط على المدرج، باستخدام مزيج من الإشارات اللاسلكية، وفي كثير من الحالات، صفيفات الإضاءة عالية الكثافة لتمكين الهبوط الآمن أثناء ظروف الأرصاد الجوية للأجهزة (IMC)، مثل الأسقف المنخفضة أو انخفاض الرؤية بسبب الضباب أو المطر أو هبوب الثلوج.

### أنظمة الشعاع
كانت مساعدات الهبوط الأعمى السابقة تأخذ شكل أنظمة الأشعة من أنواع مختلفة. تتكون هذه عادةً من جهاز إرسال لاسلكي تم توصيله بمفتاح آلي لإنتاج نمط من نقاط وشُرَط مورس. يتحكم المفتاح أيضًا في أي من هوائيين اتجاهين تم إرسال الإشارة إليه. تتكون الإشارة الناتجة التي يتم إرسالها في الهواء من نقاط يتم إرسالها إلى جانب واحد من المدرج والشرطات إلى الجانب الآخر. كانت الحزم عريضة بما يكفي بحيث تتداخل في المركز.
لاستخدام النظام، احتاجت الطائرة فقط إلى جهاز استقبال راديو تقليدي. عندما اقتربوا من المطار، قاموا بضبط الإشارة والاستماع إليها في سماعاتهم. كانوا يسمعون نقاطًا أو شرطات إذا كانوا على جانب المدرج، أو إذا تم محاذاةهم بشكل صحيح، يختلط الاثنان معًا لإنتاج نغمة ثابتة، متساوية الإشارة. كانت دقة هذا القياس تعتمد بشكل كبير على مهارة المشغل، والاستماع إلى الإشارة الموجودة على سماعات الأذن في طائرة صاخبة أثناء الاتصال غالبًا بالبرج في نفس الوقت.
كانت دقة النظام عادة في حدود 3 درجات. في حين أن هذا كان مفيدًا في توجيه الطائرة إلى اتجاه المدرج، إلا أنه لم يكن دقيقًا بما يكفي لإيصال الطائرة بأمان إلى المدى المرئي في الأحوال الجوية السيئة؛ عادة ما تهبط الطائرة بمعدل 3 إلى 5 درجات، وإذا كانت أقل من 3 درجات فإنها ستتحطم. تم استخدام الحزم فقط للتوجيه الجانبي، ولم يكن النظام كافيًا بمفرده لأداء عمليات الإنزال في ظل هطول أمطار غزيرة أو ضباب. ومع ذلك، تم اتخاذ القرار النهائي بالهبوط على 300 متر (980 قدم) من المطار.

### مفهوم (ILS)
استخدم نظام (ILS)، الذي تم تطويره قبل بداية الحرب العالمية الثانية، نظامًا أكثر تعقيدًا من الإشارات ومجموعة هوائي لتحقيق دقة أعلى. يتطلب ذلك تعقيدًا أكبر بشكل ملحوظ في المحطة الأرضية وأجهزة الإرسال، مع ميزة أنه يمكن فك تشفير الإشارات بدقة في الطائرة باستخدام إلكترونيات بسيطة وعرضها مباشرة على الأجهزة التناظرية. يمكن وضع الأدوات أمام الطيار، مما يلغي الحاجة إلى مشغل لاسلكي لمراقبة الإشارات باستمرار ونقل النتائج إلى الطيار عبر الاتصال الداخلي.
مفتاح تشغيله هو مفهوم يُعرف باسم مؤشر تعديل السعة وهو مقياس لمدى قوة تطبيق تعديل السعة على تردد الموجة الحاملة الأساسي. في أنظمة الحزمة السابقة، تم تشغيل وإيقاف الإشارة تمامًا، بما يتوافق مع مؤشر تعديل بنسبة 100٪. يعتمد تحديد الزاوية داخل الحزمة على مقارنة القوة المسموعة للإشارتين.
في نظام (ILS)، يقوم نظام أكثر تعقيدًا من الإشارات والهوائيات بتغيير تشكيل إشارتين عبر العرض الكامل لمخطط الحزمة. يعتمد النظام على استخدام النطاقات الجانبية، وهي ترددات ثانوية يتم إنشاؤها عند خلط إشارتين مختلفتين. على سبيل المثال، إذا أخذ المرء إشارة تردد لاسلكي عند 10 ميغاهرتز ويمزج ذلك بنغمة مسموعة عند 2500 هرتز، سيتم إنتاج أربع إشارات، عند الإشارات الأصلية عند 2500 و 10000000، وكذلك النطاقات الجانبية 9997500 و 10002500. النسخة الأصلية 2500 إشارة تعديل هرتز منخفضة جدًا بحيث لا يمكن السفر بعيدًا عن الهوائي، لكن الإشارات الثلاث الأخرى كلها ترددات راديو ويمكن بثها بشكل فعال.
يبدأ نظام (ILS) بخلط إشارتين معدلتين مع الموجة الحاملة، واحدة عند 90 هرتز وآخر عند 150. يؤدي هذا إلى إنشاء إشارة بخمسة ترددات لاسلكية في المجموع، وهي الموجة الحاملة وأربعة نطاقات جانبية. تُرسل هذه الإشارة المجمعة، المعروفة باسم (CSB) لـ «الموجة الحاملة والنطاقات الجانبية» ("carrier and sidebands")، بالتساوي من صفيف الهوائي. يتم إرسال (CSB) أيضًا إلى دائرة تمنع الناقل الأصلي، تاركًا فقط إشارات النطاق الجانبي الأربعة. تُرسل هذه الإشارة، المعروفة باسم (SBO) لـ «النطاقات الجانبية فقط»، أيضًا إلى صفيف الهوائي.
للإرشاد الجانبي، المعروف باسم محدد الموقع، يتم وضع الهوائي عادةً بعيدًا عن الطرف البعيد من المدرج ويتكون من عدة هوائيات في مصفوفة عادةً بنفس عرض المدرج. يحتوي كل هوائي فردي على ناقل حركة طور يتم تطبيقه فقط على (SBO) بحيث تتأخر الإشارة بمقدار 90 درجة على الجانب الأيسر من المدرج وتتقدم 90 درجة على اليمين. بالإضافة إلى ذلك، 150 إشارة هرتز معكوسة على جانب واحد من النمط، وتغير آخر بمقدار 180 درجة. نظرًا للطريقة التي تختلط بها الإشارات في الفضاء، تتداخل إشارات (SBO) بشكل مدمر وتزيل بعضها البعض على طول خط الوسط، تاركة (CSB) فقط. في أي مكان آخر، على جانبي خط الوسط، لن يتم إلغاء (SBO) بالكامل.
سيتلقى المستقبل الموجود أمام الصفيف كلتا الإشارتين مختلطين معًا. باستخدام مرشحات إلكترونية بسيطة، يمكن فصل الموجة الحاملة الأصلية والنطاقين الجانبيين وإعادة تشكيلهما لاستخراج إشارات السعة الأصلية المعدلة بسعة 90 و 150 هرتز. يتم بعد ذلك حساب المتوسط لإنتاج إشارتين للتيار المباشر (DC). لا تمثل كل إشارة من هذه الإشارات قوة الإشارة الأصلية، بل تمثل قوة التشكيل بالنسبة إلى الموجة الحاملة، والتي تختلف عبر مخطط البث. هذا له ميزة كبيرة وهي أن قياس الزاوية مستقل عن النطاق.
ثم يتم إرسال إشارتا التيار المستمر إلى مقياس الفولتميتر التقليدي، حيث يسحب خرج 90 هرتز الإبرة يمينًا والآخر يسارًا. على طول الخط المركزي، سيتم إلغاء النطاقين الجانبيين وستكون كلا الفولتية صفرًا، مع ترك الإبرة في المنتصف في الشاشة. إذا كانت الطائرة بعيدة إلى اليسار، فإن إشارة 90 هرتز ستنتج جهدًا قويًا للتيار المستمر وإشارة 150 هرتز لا شيء على الإطلاق، مما يؤدي إلى سحب الإبرة إلى اليمين. هذا يعني أن مقياس الفولتميتر يعرض بشكل مباشر اتجاه وحجم الدوران اللازمين لإعادة الطائرة إلى الخط المركزي للمدرج. نظرًا لأن القياس يقارن أجزاء مختلفة من إشارة واحدة بالكامل في الإلكترونيات، فإنه يوفر دقة زاوية أقل من درجة، ويسمح ببناء اقتراب دقيق.
على الرغم من أن مخطط التشفير معقد ويتطلب قدرًا كبيرًا من المعدات الأرضية، فإن الإشارة الناتجة تكون أكثر دقة بكثير من الأنظمة القديمة القائمة على الحزمة وهي أكثر مقاومة لأشكال التداخل الشائعة. على سبيل المثال، ستؤثر السكون في الإشارة على كلتا الإشارتين الفرعيتين بالتساوي، لذلك لن يكون لها أي تأثير على النتيجة. وبالمثل، فإن التغييرات في قوة الإشارة الإجمالية مع اقتراب الطائرة من المدرج، أو التغييرات بسبب الخبو، سيكون لها تأثير ضئيل على القياس الناتج لأنها ستؤثر عادة على القناتين بالتساوي. يخضع النظام لتأثيرات تشويه متعدد المسارات بسبب استخدام ترددات متعددة، ولكن نظرًا لأن هذه التأثيرات تعتمد على التضاريس، فهي ثابتة بشكل عام في الموقع ويمكن حسابها من خلال التعديلات في الهوائي أو مبدل الطور.
بالإضافة إلى ذلك، نظرًا لأن ترميز الإشارة داخل الحزمة يحتوي على معلومات الزاوية، وليس قوة الحزمة، فلا يلزم تركيز الإشارة بإحكام في الفضاء. في أنظمة الحزم القديمة، كانت دقة منطقة متساوية الإشارة دالة على نمط إشارتين اتجاهيتين، والتي تتطلب أن تكون ضيقة نسبيًا. يمكن أن يكون نمط (ILS) أوسع بكثير. عادة ما تكون أنظمة (ILS) مطلوبة لتكون قابلة للاستخدام في غضون 10 درجات على جانبي خط الوسط للمدرج عند 25 ميل بحري (46 كـم؛ 29 ميل)، و 35 درجة على كلا الجانبين عند 17 ميل بحري (31 كـم؛ 20 ميل). هذا يسمح لمجموعة متنوعة من مسارات الاقتراب.
يعمل المنحدر الانزلاقي بنفس الطريقة العامة للمترجم ويستخدم نفس التشفير، ولكن يتم بثه عادةً لإنتاج خط مركزي بزاوية 3 درجات فوق الأفق  من نقطة بجانب المدرج بدلاً من النهاية. الاختلاف الوحيد بين الإشارات هو أن المُحدد يبث باستخدام ترددات حاملة أقل، باستخدام 40 قناة محددة بين 108.10 ميغاهرتز و 111.95 ميغاهرتز، بينما يحتوي المنحدر الانزلاقي على مجموعة مقابلة من 40 قناة بين 328.6 و 335.4 ميغاهرتز. ينتج عن الترددات الأعلى عمومًا أن تكون هوائيات البث منحدر انزلاقي أصغر. أزواج القنوات ليست خطية؛ توجد قناة localizer 1 عند 108.10 وتقترن مع glideslope عند 334.70، بينما القناة الثانية هي 108.15 و 334.55. هناك فجوات ويقفز من خلال كلا النطاقين.

نوع شائع من الرسم التوضيحي يعرض أمثلة مضللة لانبعاثات المنحدر الانزلاقي وموقع (ILS).

غالبًا ما تُظهر العديد من الرسوم التوضيحية لمفهوم (ILS) أن النظام يعمل بشكل أكثر شبهاً بأنظمة الحزمة مع إشارة 90 هرتز من جانب و 150 في الجانب الآخر. هذه الرسوم التوضيحية غير دقيقة. يتم بث كلتا الإشارتين عبر مخطط الحزمة بأكمله، ويتغير عمق تشكيلهما النسبي.

### باستخدام (ILS)
يتم نشر مخطط إجراءات اقتراب الأداة (أو «لوحة الاقتراب») لكل اقتراب (ILS) لتوفير المعلومات اللازمة لتطبيق اقتراب (ILS) أثناء عمليات قواعد الطيران الآلي (IFR). يتضمن الرسم البياني ترددات الراديو المستخدمة من قبل مكونات (ILS) أو علامة إرشاد بحري والحد الأدنى لمتطلبات الرؤية المحددة.
يتم توجيه الطائرة التي تقترب من المدرج بواسطة مستقبلات (ILS) في الطائرة من خلال إجراء مقارنات عمق التعديل. يمكن للعديد من الطائرات توجيه الإشارات إلى الطيار الآلي لتحليق الاقتراب تلقائيًا. يتكون (ILS) من نظامين فرعيين مستقلين. يوفر المترجم التوجيه الجانبي؛ يوفر منحدر الانزلاق التوجيه الرأسي.

### المحدد

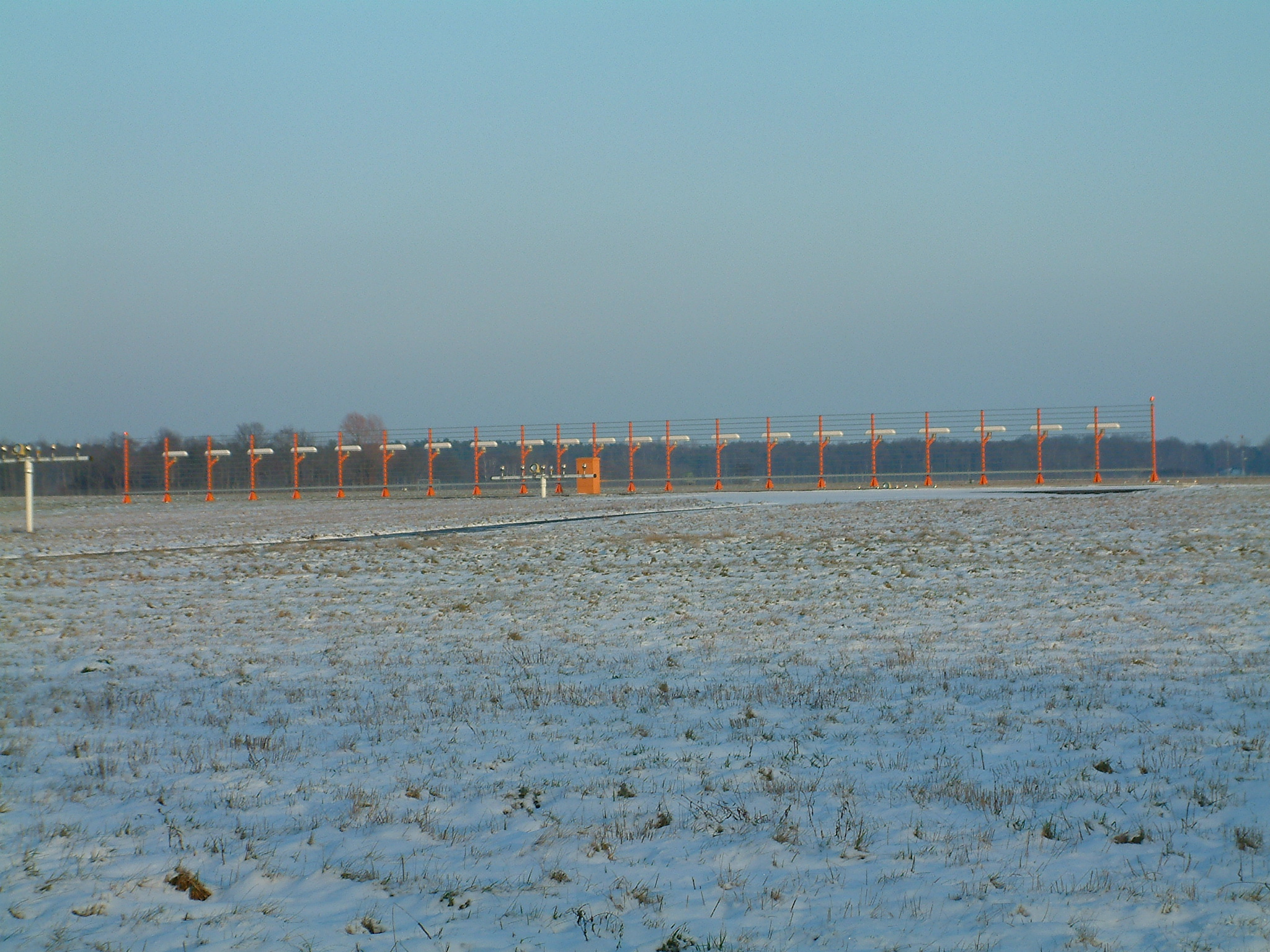
محطة المترجمة لمدرج 27R في مطار هانوفر في ألمانيا

محدد الموقع (LOC، أو LLZ حتى توحيد معايير منظمة الطيران المدني الدولي) هو مصفوفة هوائيات تقع عادةً بعد نهاية مغادرة المدرج وتتكون عمومًا من عدة أزواج من الهوائيات الاتجاهية.
سيسمح محدد الموقع للطائرة بالدوران ومطابقة الطائرة مع المدرج. بعد ذلك، سيقوم الطيارون بتنشيط مرحلة الاقتراب (APP).

### انزلاق المنحدر (G/S)

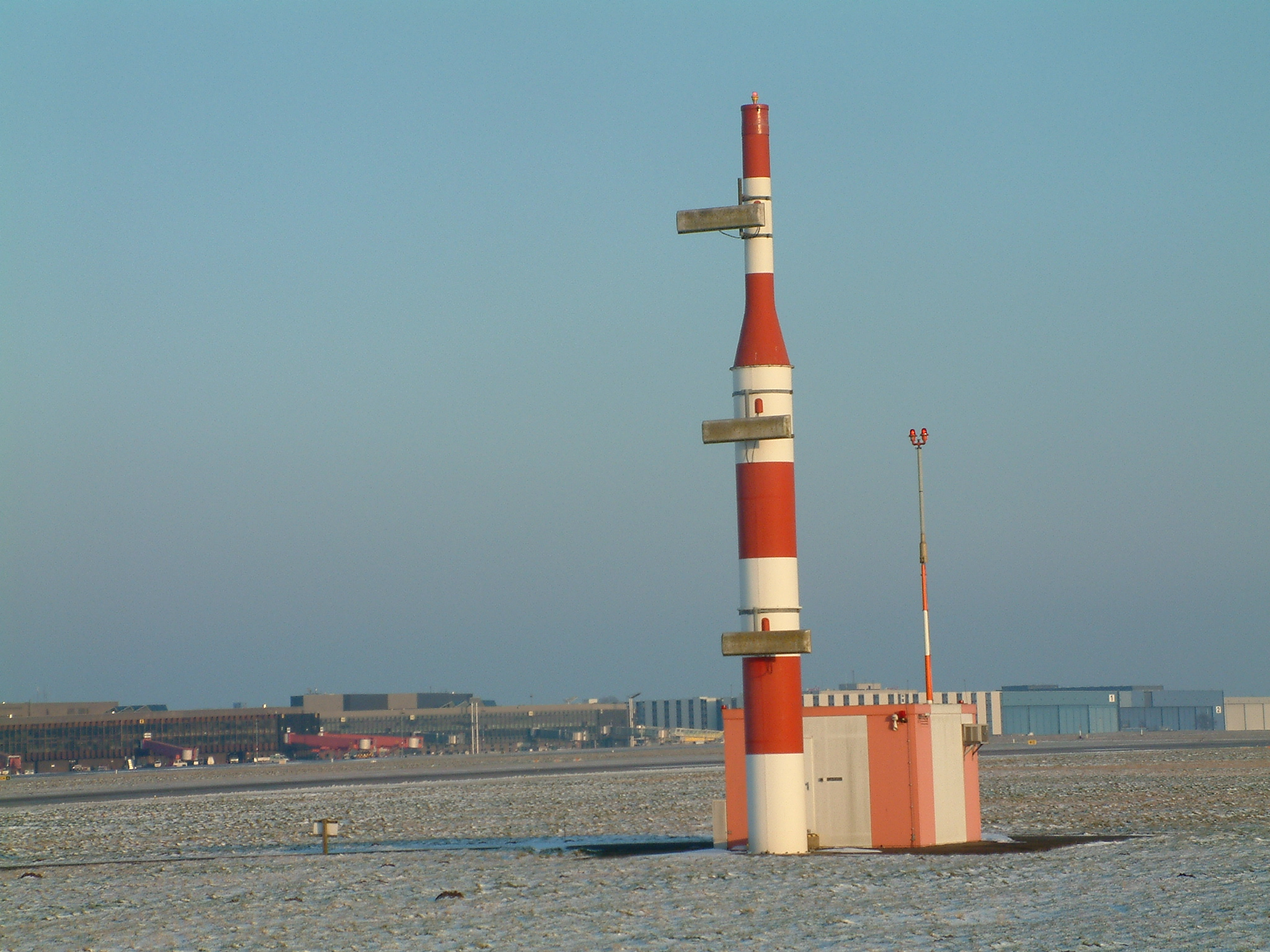
محطة الانزلاق على المدرج 09R في مطار هانوفر في ألمانيا

بالنظر إلى هذا العرض، يجب أن يصحح الطيار جهة اليسار وقليلاً لأعلى.

يتحكم الطيار في الطائرة بحيث يظل مؤشر الانحدار متمركزًا على الشاشة للتأكد من أن الطائرة تتبع مسار الانزلاق بحوالي 3 درجات فوق المستوى الأفقي (مستوى الأرض) للبقاء فوق العوائق والوصول إلى المدرج عند نقطة الهبوط المناسبة (أي. يوفر التوجيه الرأسي).

### محددات
نظرًا لتعقيد أنظمة تحديد مواقع (ILS) وأنظمة الانحدار، فهناك بعض القيود. تعتبر أنظمة (Localizer) حساسة للعوائق في منطقة بث الإشارة، مثل المباني الكبيرة أو حظائر الطائرات. أنظمة المنحدرات الانحدارية مقيدة أيضًا بالتضاريس أمام هوائيات منحدر الانزلاق. إذا كانت التضاريس منحدرة أو غير مستوية، فقد تؤدي الانعكاسات إلى إنشاء ممر منزلق غير متساوٍ، مما يتسبب في انحرافات إبرة غير مرغوب فيها. بالإضافة إلى ذلك، نظرًا لأن إشارات (ILS) موجهة في اتجاه واحد من خلال تحديد موضع المصفوفات، فإن منحدر الانزلاق يدعم فقط اقتراب الخط المستقيم بزاوية هبوط ثابتة. قد يكون تركيب نظام (ILS) مكلفًا بسبب معايير تحديد الموقع وتعقيد نظام الهوائي.
تم إنشاء المناطق الحرجة لنظام (ILS) والمناطق الحساسة لنظام (ILS) لتجنب الانعكاسات الخطرة التي قد تؤثر على الإشارة المشعة. يمكن أن يمنع موقع هذه المناطق الحرجة الطائرات من استخدام بعض الممرات المساعدة  مما يؤدي إلى تأخيرات في الإقلاع، وزيادة أوقات الانتظار، وزيادة الفصل بين الطائرات.

### متغير
- نظام توجيه الجهاز (IGS) (أداة مساعدة اتجاهية من النوع المحلي (LDA) في الولايات المتحدة) - نظام توجيهي دولي معدل لاستيعاب اقتراب غير مستقيم؛ وأشهر مثال على ذلك هو الاقتراب من المدرج 13 في مطار كاي تاك بهونغ كونغ.[9][10]
- نظام هبوط حامل الأجهزة (ICLS) - نظام (ILS) معدل لهبوط الناقل.

### هوية
بالإضافة إلى الإشارات الملاحية المذكورة سابقًا، يوفر المُحدد موقع تعريف منشأة (ILS) عن طريق إرسال 1,020 بشكل دوري إشارة تحديد رمز مورس هرتز. على سبيل المثال، ترسل (ILS) للمدرج 4R في مطار جون إف كينيدي الدولي (IJFK) لتعريف نفسها، بينما يُعرف المدرج 4L باسم (IHIQ). يتيح ذلك للمستخدمين معرفة أن المنشأة تعمل بشكل طبيعي وأنه تم ضبطها على نظام (ILS) الصحيح. لا ترسل محطة الانحدار الانزلاقي أي إشارة تعريف، لذلك تعتمد معدات (ILS) على أداة تحديد الموقع لتحديد الهوية.

### يراقب
من الضروري أن يكتشف الطيار على الفور أي فشل لـ (ILS) في توفير التوجيه الآمن. لتحقيق ذلك، تقوم أجهزة المراقبة بتقييم الخصائص الحيوية لعمليات النقل باستمرار. في حالة اكتشاف أي انحراف كبير يتجاوز الحدود الصارمة، يتم إيقاف تشغيل (ILS) تلقائيًا أو إزالة مكونات التنقل وتحديد الهوية من الناقل. سيؤدي أي من هذين الإجراءين إلى تنشيط مؤشر («علم الفشل») على أدوات الطائرة التي تستخدم نظام (ILS).

### دورة المترجم الخلفية
هوائيات التعريب الحديثة عالية الاتجاه. ومع ذلك، فإن استخدام الهوائيات الأقدم والأقل اتجاهًا يسمح للمدرج باتباع اقتراب غير دقيق يسمى مسار خلفي للترجمة. يتيح ذلك للطائرة الهبوط باستخدام الإشارة المرسلة من الجزء الخلفي من مجموعة المترجم. لا توفر الهوائيات عالية الاتجاه إشارة كافية لدعم مسار خلفي. في الولايات المتحدة، عادةً ما ترتبط اقترابات الدورة الخلفية بأنظمة الفئة الأولى في المطارات الأصغر التي لا تحتوي على (ILS) على طرفي المدرج الأساسي. يجب أن يتجاهل الطيارون الذين يحلقون في مسار خلفي أي مؤشر انحدار.

### منارات ماركر
في بعض التركيبات، تعمل إشارات العلامات عند تردد الموجة الحاملة 75 يتم توفير ميغا هرتز. عندما يتم استقبال الإرسال من منارة العلامة، فإنه ينشط مؤشرًا على لوحة العدادات الخاصة بالطيار وتكون نغمة المنارة مسموعة للطيار. يتم نشر المسافة من المدرج التي يجب أن يتم استلام هذا المؤشر عندها في وثائق هذا الاقتراب، جنبًا إلى جنب مع الارتفاع الذي يجب أن تكون عليه الطائرة إذا تم تثبيتها بشكل صحيح على (ILS). يوفر هذا فحصًا للوظيفة الصحيحة لمنحدر الانزلاق. في تركيبات (ILS) الحديثة، يتم تثبيت معدات قياس المسافة (DME)، في موقع مشترك مع (ILS)، لزيادة أو استبدال إشارات العلامات. تعرض معدات قياس المسافة (DME) باستمرار مسافة الطائرة إلى المدرج.

### استبدال بورصة دبي للطاقة
توفر معدات قياس المسافة (DME) للطيارين مقياسًا مائلًا للمسافة إلى المدرج. تعمل (DME) على زيادة أو استبدال العلامات في العديد من التركيبات. يوفر (DME) مراقبة أكثر دقة ومستمرة للتقدم الصحيح على منحدر انزلاق (ILS) إلى الطيار، ولا يتطلب التثبيت خارج حدود المطار. عند استخدامه بالاقتران مع (ILS)، غالبًا ما يتم تحديد موقع (DME) في منتصف الطريق بين عتبات المدرج التبادلية مع تعديل التأخير الداخلي بحيث يمكن لوحدة واحدة توفير معلومات المسافة لأي من عتبة المدرج. بالنسبة للمقاربات التي يتم فيها تحديد (DME) بدلاً من إشارات العلامات، فإن (DME) مطلوب في إجراء اقتراب الجهاز ويجب أن تحتوي الطائرة على وحدة تشغيل (DME) واحدة على الأقل، أو نظام (GNSS) معتمد من IFR (نظام RNAV يلبي TSO-C129 / - C145 / -C146)، لبدء الاقتراب.

## اقترب من الإضاءة
تتضمن بعض التركيبات أنظمة ضوء اقتراب متوسطة أو عالية الكثافة (اختصار ALS). غالبًا ما تكون هذه في مطارات أكبر ولكن العديد من مطارات الطيران العامة الصغيرة في الولايات المتحدة لديها أضواء اقتراب لدعم تركيبات (ILS) الخاصة بها والحصول على الحد الأدنى من الرؤية المنخفضة. يساعد ALS الطيار في الانتقال من الطيران الآلي إلى الطيران البصري، ومحاذاة الطائرة بصريًا مع خط وسط المدرج. تسمح المراقبة التجريبية لنظام إضاءة الاقتراب عند ارتفاع القرار للطيار بالاستمرار في النزول نحو المدرج، حتى إذا تعذر رؤية أضواء المدرج أو المدرج، نظرًا لأن ALS يعتبر بيئة نهاية المدرج. في الولايات المتحدة، قد يكون لدى (ILS) بدون أضواء الاقتراب حد أدنى من رؤية CAT I (ILS) منخفض يصل إلى3⁄4 ميل (1.2 كـم) (المدى البصري للمدرج 4,000 قدم (1,200 م)) إذا كانت أسطح خلوص العوائق المطلوبة خالية من العوائق. الحد الأدنى من الرؤية1⁄2 ميل (0.80 كـم) (المدى البصري للمدرج 2,400 قدم (730 م)) ممكنًا باستخدام ماقتراب CAT I (ILS) المدعوم بـ 1,400 إلى 3,000 قدم (430 إلى 910 م) ALS و3⁄8 ميل (600 م) الرؤية 1,800 قدم (550 م) النطاق المرئي ممكن إذا كان المدرج يحتوي على أضواء حافة عالية الكثافة ومنطقة هبوط وأضواء خط الوسط، و ALS لا يقل عن 2,400 قدم (730 م) طويلة (انظر الجدول 3-3-1 «قيم الرؤية الدنيا» في طلب FAA 8260.3C). في الواقع، يعمل ALS على تمديد بيئة المدرج نحو طائرة الهبوط ويسمح بعمليات الرؤية المنخفضة. تتطلب اقترابات (CAT II) و III (ILS) عمومًا أنظمة ضوئية معقدة عالية الكثافة، بينما عادةً ما يتم إقران الأنظمة متوسطة الكثافة مع اقترابات CAT I (ILS). في العديد من المطارات غير الأبراج، يتحكم الطيار في نظام الإضاءة؛ على سبيل المثال، يمكن للطيار أن يضغط على الميكروفون سبع مرات لتشغيل الأضواء على كثافة عالية، أو خمس مرات إلى كثافة متوسطة أو ثلاث مرات لشدة منخفضة.

## ارتفاع / ارتفاع القرار
بمجرد التأسيس على اقتراب ما، يتبع الطيار مسار اقتراب (ILS) المشار إليه بواسطة المترجم وينزل على طول مسار الانزلاق إلى ارتفاع القرار. هذا هو الارتفاع الذي يجب أن يكون لدى الطيار فيه مرجع مرئي كافٍ لبيئة الهبوط (مثل إضاءة الاقتراب أو المدرج) ليقرر ما إذا كان سيستمر في الهبوط إلى الهبوط؛ خلاف ذلك، يجب على الطيار تنفيذ إجراء الاقتراب الفائت، ثم تجربة نفس الاقتراب مرة أخرى، أو تجربة اقتراب مختلف، أو التحويل إلى مطار آخر.

## فئات معايير العمل الدولية
| فئة   | ارتفاع القرار         | المدى البصري للمدرج (RVR)                                                                                               |
| ----- | --------------------- | --- |
| I     | > 200 قدم (60 م)      | > 550 م (1800 قدم) أو الرؤية> 800 م (2600 قدم)                                                                          |
| II    | 100-200 قدم (30-60 م) | منظمة الطيران المدني الدولي:> 350 م (1200 قدم) </br> FAA / JAA (EASA):> 300 م (1000 قدم)                                |
| III A | <100 قدم (30 م)       | > 700 قدم (200 م) |
| III B | <50 قدم (15 م)        | منظمة الطيران المدني الدولي / إدارة الطيران الفيدرالية: 150-700 قدم (50-200 م) </br> JAA (EASA): 250-700 قدم (75-200 م) |
| III C | لا حدود               | لا أحد |

1. ↑  The slope is selected by the airport, مطار لندن سيتي has an unusually high glideslope angle of 5.5 degrees.
2. ↑  150 قدم (46 م) allowed by FAA with RVR > 1,400 قدم (430 م), CAT II aircraft and crew, CAT II/III HUD and CAT II/III missed approach.[16]
3. ↑  1,200 قدم (370 م) RVR in Canada,[17] 2,600 قدم (790 م) RVR for single crew[بحاجة لمصدر]
4. ↑  No touchdown zone, no centerline lighting

عادة ما تكون الطائرات الأصغر مجهزة للطيران فقط بطائرة (CAT I) (ILS). في الطائرات الأكبر حجمًا، يتم التحكم في هذه الأساليب عادةً بواسطة نظام التحكم في الطيران مع توفير طاقم الرحلة للإشراف. تعتمد (CAT I) فقط على مؤشرات الارتفاع لقياس ارتفاع القرار، بينما تستخدم مقاربتا (CAT II) و (CAT III) مقياس الارتفاع الراديوي (RA) لتحديد ارتفاع القرار.
يجب إيقاف تشغيل (ILS) عند الاكتشاف الداخلي لحالة خطأ. تتطلب الفئات الأعلى أوقات استجابة أقصر؛ لذلك، يلزم إغلاق معدات (ILS) بسرعة أكبر. على سبيل المثال، يجب أن يتم إيقاف محدد موقع (CAT I) في غضون 10 ثوانٍ من اكتشاف خطأ، ولكن يجب أن يتم إيقاف تشغيل مُحدد (CAT III) في أقل من ثانيتين.

### عمليات (CAT II) و (CAT III) الخاصة

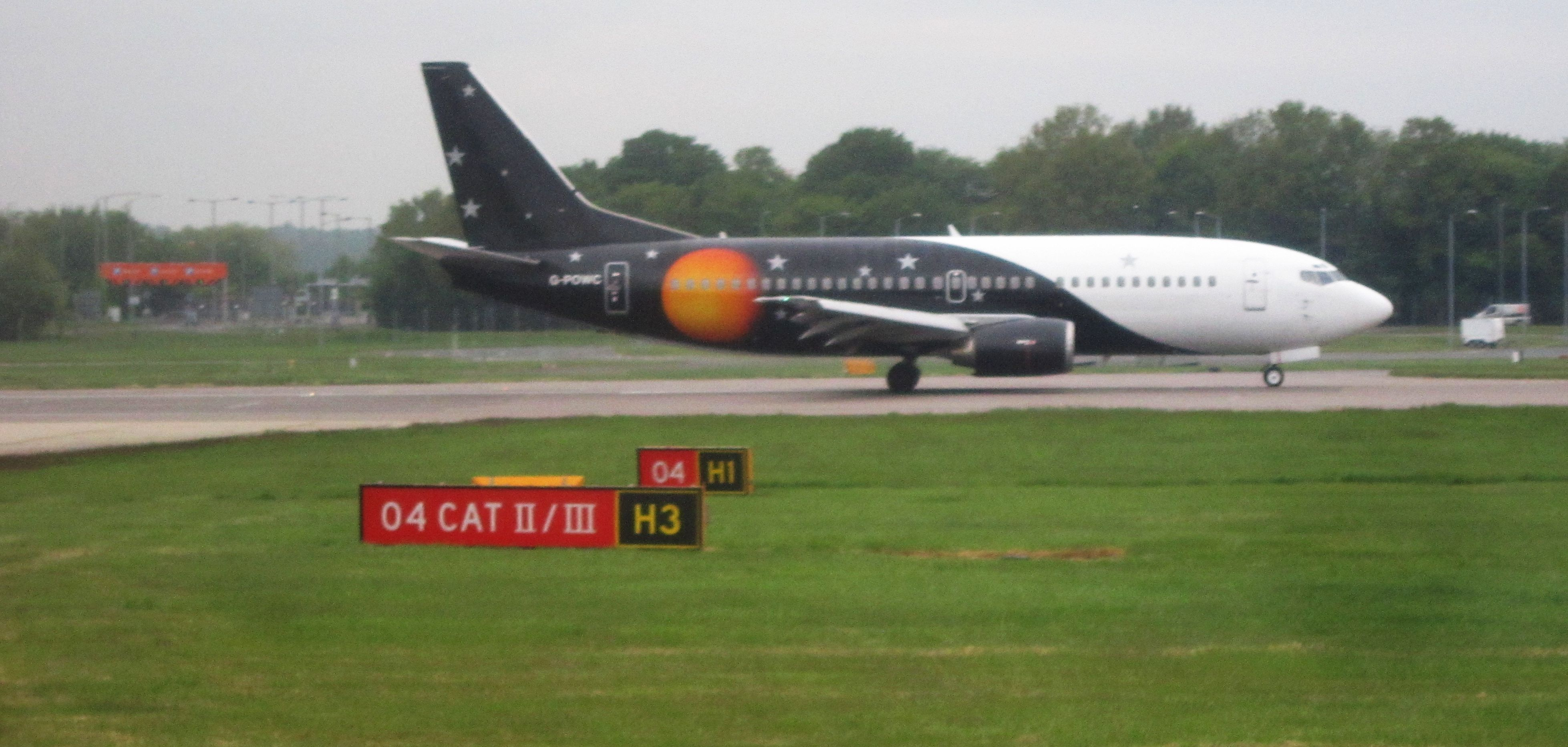
إشارات ممر سيارات الأجرة التي تشير إلى فئة (ILS) للمدرج مثل (CAT II) / III

على عكس العمليات الأخرى، لا توفر الحدود الدنيا للطقس (CAT III) مراجع مرئية كافية للسماح بالهبوط اليدوي. يعتمد الحد الأدنى من (CAT IIIb) على التحكم في الانطلاق والتكرار في الطيار الآلي،  لأنها تمنح فقط وقتًا كافيًا للطيار ليقرر ما إذا كانت الطائرة ستهبط في منطقة الهبوط (بشكل أساسي CAT IIIa) ولضمان السلامة أثناء الانطلاق (بشكل أساسي CAT IIIb). لذلك، يعد نظام الهبوط التلقائي إلزاميًا لإجراء عمليات الفئة الثالثة. يجب أن تكون موثوقيتها كافية للتحكم في هبوط الطائرة في عمليات CAT IIIa ومن خلال الانتقال إلى سرعة تاكسي آمنة في (CAT IIIb) (و (CAT IIIc) عند التصريح بذلك). ومع ذلك، فقد تم منح موافقة خاصة لبعض المشغلين لأساليب (CAT III) المحمولة يدويًا باستخدام دليل عرض الرأس (HUD) الذي يوفر للطيار صورة يتم عرضها من خلال الزجاج الأمامي بعيون مركزة على اللانهاية، والتوجيه الإلكتروني اللازم للأرض الطائرة التي لا تحتوي على مراجع بصرية خارجية حقيقية.
في الولايات المتحدة، تحتوي المطارات التي تعمل بأساليب (CAT III) على قوائم لـ CAT IIIa و IIIb أو (CAT III) فقط على لوحة اقتراب الأجهزة (الإجراءات الطرفية للولايات المتحدة). الحد الأدنى من (CAT IIIb) RVR محدود بواسطة مرافق الإضاءة والدعم في المدرج / الممر المساعد، وهي متوافقة مع خطة نظام التحكم في توجيه حركة سطح المطار (SMGCS). العمليات أقل من 600 ft RVR تتطلب أضواء خط الوسط لممر التاكسي وأضواء شريط التوقف الحمراء لممر التاكسي. إذا كان الحد الأدنى لـ CAT IIIb RVR في نهاية المدرج هو 600 قدم (180 م)، وهو رقم شائع في الولايات المتحدة، يقترب (ILS) من هذا المدرج مع RVR أقل من 600 قدم (180 م) مؤهل كـ (CAT IIIc) ويتطلب إجراءات خاصة لسيارات الأجرة والإضاءة وشروط الموافقة للسماح بالهبوط. أمر FAA 8400.13D يحد من (CAT III) إلى 300 قدم RVR أو أفضل. يسمح الأمر 8400.13D (2009) بترخيص خاص لاقترابات (CAT II) للمدارج بدون أضواء اقتراب ALSF-2 و / أو أضواء منطقة الهبوط / خط الوسط، مما أدى إلى زيادة عدد مدارج (CAT II) المحتملة.
في كل حالة، يلزم وجود طائرة مجهزة بشكل مناسب وطاقم مؤهل بشكل مناسب. على سبيل المثال، يتطلب (CAT IIIb) نظام تشغيل فاشل، إلى جانب طاقم مؤهل وحديث، بينما لا يتطلب CAT I. يعتبر (HUD) الذي يسمح للطيار بأداء مناورات الطائرات بدلاً من النظام التلقائي بمثابة فشل في التشغيل. يسمح (HUD) لطاقم الرحلة بالتحليق بالطائرة باستخدام إشارات التوجيه من مستشعرات (ILS) بحيث إذا كان الهبوط الآمن موضع شك، يمكن للطاقم الاستجابة بطريقة مناسبة وفي الوقت المناسب. أصبحت (HUD) شائعة بشكل متزايد مع شركات الطيران «المغذية» ومعظم مصنعي الطائرات الإقليمية يقدمون الآن (HUD)s كمعدات قياسية أو اختيارية.  يمكن أن توفر شاشة (HUD) القدرة على الإقلاع في الرؤية المنخفضة.

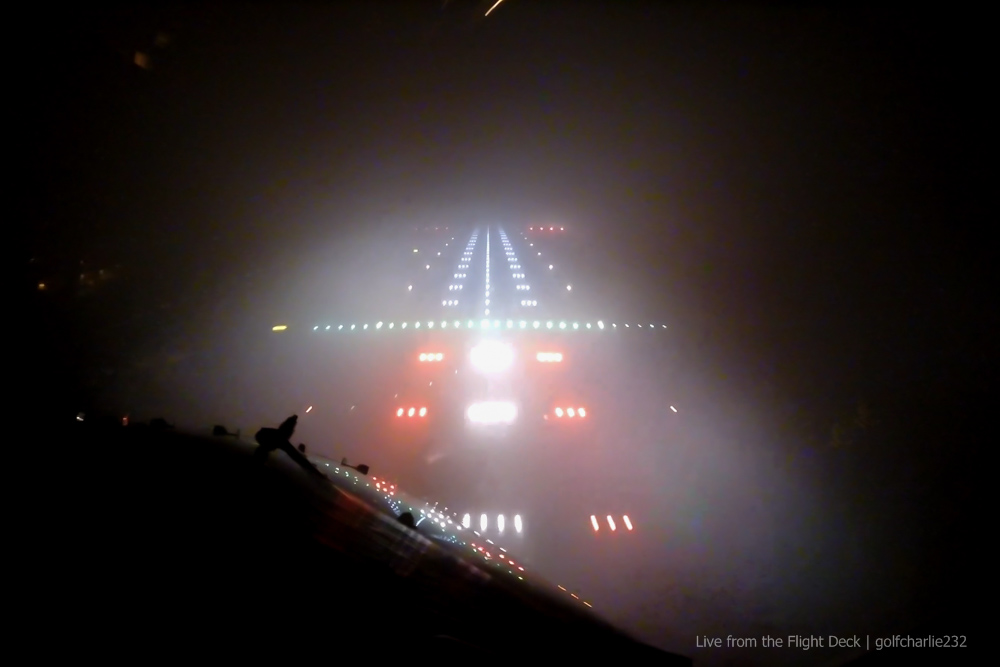
عرض قمرة القيادة لهبوط CAT IIIA (autoland)

بعض الطائرات التجارية مجهزة بأنظمة هبوط أوتوماتيكي تسمح للطائرة بالهبوط دون الانتقال من الأجهزة إلى الظروف المرئية للهبوط العادي. تتطلب عمليات الطيران الآلي هذه معدات وإجراءات وتدريبات متخصصة، وتشمل الطائرة والمطار والطاقم. Autoland هي الطريقة الوحيدة التي تظل بها بعض المطارات الرئيسية مثل مطار شارل ديغول تعمل كل يوم من أيام السنة. تم تجهيز بعض الطائرات الحديثة بأنظمة رؤية طيران محسّنة تعتمد على مستشعرات الأشعة تحت الحمراء، والتي توفر بيئة بصرية تشبه النهار وتسمح بالعمليات في ظروف وفي المطارات التي قد لا تكون مناسبة للهبوط لولا ذلك. تستخدم الطائرات التجارية أيضًا بشكل متكرر مثل هذه المعدات للإقلاع عندما لا يتم استيفاء الحد الأدنى للإقلاع.
لكل من أنظمة الهبوط الأوتوماتيكية وأنظمة (HUD)، تتطلب المعدات موافقة خاصة لتصميمها وأيضًا لكل تثبيت فردي. يأخذ التصميم في الاعتبار متطلبات السلامة الإضافية لتشغيل طائرة بالقرب من الأرض وقدرة طاقم الرحلة على الرد على خلل في النظام. للمعدات أيضًا متطلبات صيانة إضافية لضمان قدرتها على دعم عمليات الرؤية المنخفضة.
بالطبع، يتم تنفيذ كل هذا التدريب والتأهيل التجريبي تقريبًا في أجهزة محاكاة بدرجات مختلفة من الإخلاص.

## الاستخدام
في مطار خاضع للرقابة، ستقوم مراقبة الحركة الجوية بتوجيه الطائرات إلى مسار التعريب عبر العناوين المخصصة، مع التأكد من أن الطائرات لا تقترب كثيرًا من بعضها البعض (الحفاظ على الفصل)، ولكن أيضًا تجنب التأخير قدر الإمكان. يمكن أن تكون عدة طائرات على (ILS) في نفس الوقت، على بعد عدة أميال. يقال إن الطائرة التي انقلبت إلى الاتجاه الداخلي وتقع على بعد درجتين ونصف من مسار التعريب (انحراف نصف النطاق أو أقل من ذلك الذي يظهره مؤشر انحراف المسار) تم إنشاؤه على الاقتراب. عادة، يتم إنشاء الطائرة بما لا يقل عن 2 ميل بحري (3.7 كـم) قبل إصلاح الاقتراب النهائي (اعتراض المنحدر الانزلاقي عند الارتفاع المحدد).
يُشار إلى انحراف الطائرة عن المسار الأمثل لطاقم الرحلة عن طريق قرص عرض (مرحل من عندما أشارت حركة عداد تناظرية إلى انحراف عن خط المسار عبر الفولتية المرسلة من مستقبل (ILS).
ينتقل الإخراج من مستقبل (ILS) إلى نظام العرض (شاشة عرض رأسية وشاشة عرض رأسية إذا تم تثبيتها) وقد تنتقل إلى كمبيوتر التحكم في الطيران. يمكن أن يقترن إجراء هبوط الطائرة حيث يقوم الطيار الآلي أو كمبيوتر التحكم بالطيران بالتحليق بالطائرة مباشرة ويراقب طاقم الرحلة العملية، أو ينفصل حيث يطير طاقم الرحلة بالطائرة يدويًا للحفاظ على محدد الموقع ومؤشرات الانزلاق في المنتصف.

## تاريخ

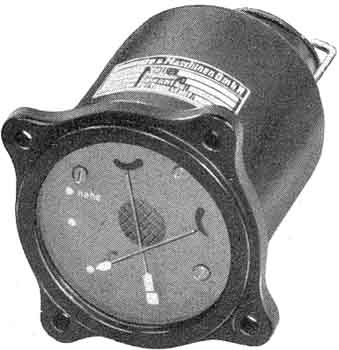
مؤشر Luftwaffe AFN 2، بني عام 1943

بدأت اختبارات نظام (ILS) في عام 1929 في الولايات المتحدة. تم تقديم نظام أساسي، يعمل بكامل طاقته، في عام 1932 في مطار برلين تمبلهوف المركزي (ألمانيا) يسمى LFF أو «شعاع لورنز» بسبب مخترعه، شركة (C. Lorenz AG.) أذن مجلس الطيران المدني (CAB) للولايات المتحدة بتثبيت النظام في عام 1941 في ستة مواقع. كان أول هبوط لطائرة ركاب أمريكية مجدولة باستخدام (ILS) في 26 يناير 1938، عندما طارت طائرة من طراز بوينغ 247 دي التابعة لخطوط بنسلفانيا المركزية من واشنطن العاصمة إلى بيتسبرغ، بنسلفانيا، وهبطت في عاصفة ثلجية باستخدام نظام الهبوط الآلي فقط. حدث أول هبوط آلي بالكامل باستخدام (ILS) في مارس 1964 في مطار بيدفورد في المملكة المتحدة.

## سوق
بلغت عائدات سوق أنظمة هبوط الأجهزة 1,215 مليون دولار أمريكي في عام 2019، ومن المتوقع أن تصل إلى 1,667 مليون دولار أمريكي في عام 2025، بمعدل نمو سنوي مركب يبلغ 5.41٪ خلال الفترة 2020-2025 حتى مع الآثار السلبية لوباء COVID-19.

### الموردين
أكبر 10 شركات مصنعة في سوق أنظمة هبوط الأجهزة هم:
- متخصصون في إنارة المطارات
- صعب سينسيس
- التنقل المتقدم وتحديد المواقع
- ADB Airfield Solutions
- يونيفرسال إلكترونيات الطيران
- هانيويل
- علم الفلك
- أنظمة مطار ليبرتي
- طاليس
- روكويل كولينز

تشمل الشركات المصنعة الأخرى:
- إندرا (نورمارك (ILS))

## البدائل
- سمح نظام الهبوط بالموجات الدقيقة (MLS) بالاقتراب المنحني. تم تقديمه في السبعينيات[25] ليحل محل (ILS) ولكنه لم يحظى بالاهتمام بسبب إدخال الأنظمة القائمة على الأقمار الصناعية. في الثمانينيات، كان هناك جهد أمريكي وأوروبي كبير لتأسيس (MLS). لكن مزيجًا من إحجام شركات الطيران عن الاستثمار وظهور النظام العالمي للملاحة بالأقمار الصناعية (GNSS) أدى إلى عدم اعتماده في مجال الطيران المدني. في ذلك الوقت، كانت (ILS) و (MLS) هي الأنظمة الموحدة الوحيدة في الطيران المدني التي تلبي متطلبات الهبوط الآلي من الفئة الثالثة.[26] تم تشغيل أول نظام (MLS) من الفئة الثالثة للطيران المدني في مطار هيثرو في مارس 2009 وتم إزالته من الخدمة في عام 2017.[27]
- يمكن استخدام نظام هبوط المستجيب (TLS) حيث لا يعمل نظام (ILS) التقليدي أو يكون غير فعال من حيث التكلفة.
- يعتمد أداء المحدد مع التوجيه الرأسي (LPV) على نظام تعزيز المنطقة الواسعة (WAAS)، ولدى (LPV) حد أدنى مماثل لـ (ILS) للطائرات المجهزة بشكل مناسب. نشرت (FAA) اقترابات (LPV) أكثر من إجراءات الفئة (I ILS).
- نظام التعزيز الأرضي (GBAS) (نظام تعزيز المنطقة المحلية في الولايات المتحدة) هو نظام ذو أهمية قصوى للسلامة يعزز خدمة تحديد المواقع القياسية لنظام (GNSS) ويوفر مستويات محسّنة من الخدمة. وهو يدعم جميع مراحل الاقتراب والهبوط والمغادرة والعمليات السطحية ضمن حجم تغطية VHF. من المتوقع أن تلعب (GBAS) دورًا رئيسيًا في التحديث وفي قدرة العمليات في جميع الأحوال الجوية في مطارات CATI / II و III، وملاحة منطقة المحطة، وتوجيه الاقتراب الفائت والعمليات السطحية. يوفر (GBAS) القدرة على خدمة المطار بأكمله بتردد واحد (إرسال VHF) بينما تتطلب (ILS) ترددًا منفصلاً لكل نهاية مدرج. يُنظر إلى (GBAS CAT-I) على أنه خطوة ضرورية نحو عمليات أكثر صرامة لاقتراب الدقة (CAT-II/III) والهبوط. أدت المخاطر الفنية لتطبيق (GBAS) إلى تأخير قبول التكنولوجيا على نطاق واسع. قامت إدارة الطيران الفيدرالية، جنبًا إلى جنب مع الصناعة، بإدخال محطات GBAS النموذجية الآمنة المؤكدة التي تخفف من تأثير تشوه إشارة الأقمار الصناعية، والخطأ التفاضلي في الأيونوسفير، والخطأ الفلكي، وتعدد المسارات.

## مستقبل
يوفر ظهور نظام تحديد المواقع العالمي (GPS) مصدرًا بديلاً لتوجيه الاقتراب للطائرات. في الولايات المتحدة، يتوفر نظام تعزيز المنطقة الواسعة (WAAS) في العديد من المناطق لتوفير إرشادات دقيقة لمعايير الفئة الأولى منذ عام 2007. تم اعتماد خدمة تراكب الملاحة الأوروبية الثابتة بالنسبة إلى الأرض (EGNOS) للاستخدام في تطبيقات سلامة الحياة في مارس 2011. على هذا النحو، قد يتم تقليل عدد أنظمة (Cat I ILS)، ولكن لا توجد خطط في الولايات المتحدة للتخلص التدريجي من أي أنظمة (CAT II) أو (CAT III).
نظام تعزيز المنطقة المحلية (LAAS) قيد التطوير لتوفير الحد الأدنى من الفئة الثالثة أو أقل. يعمل مكتب نظام التعزيز الأرضي FAA (GBAS) حاليًا مع الصناعة تحسبًا لاعتماد أول محطات GBAS الأرضية في ممفيس، تينيسي؛ سيدني، أستراليا؛ بريمن، ألمانيا؛ إسبانيا؛ ونيوارك، نيوجيرسي. قامت البلدان الأربعة بتركيب أنظمة GBAS وتشارك في أنشطة التقييم الفني والتشغيلي.
حصل فريق هونيويل و FAA على الموافقة على تصميم النظام لأول موافقة أمريكية غير فدرالية في العالم للفئة LAAS الأولى في مطار نيوارك ليبرتي الدولي، والعمليات في سبتمبر 2009 والموافقة التشغيلية في 28 سبتمبر 2012.
في النرويج، يعمل نظام هبوط قائم على D-GPS، يسمى SCAT-I، في بعض المطارات ذات المدرج القصير.

## روابط خارجية
- تاريخ مساعدات هبوط الطائرات - الذكرى المئوية للجنة الطيران الأمريكية
- "Happy Landings In Fog"، يونيو 1933، مقالة Popular Mechanics عن الإعداد المبكر للنظام في الولايات المتحدة الأمريكية.
- أساسيات (ILS)
- الرسوم المتحركة دروس (ILS)
- موقع مخصص لوصف (ILS)
- نسخة محفوظة 2016-03-04 على موقع واي باك مشين. الرسوم المتحركة التعليمية (ILS) - يوضح ويصف كيفية عرض إشارات الملاحة بنظام ((ILS)) على متن طائرة في مواضع مختلفة، والتي قد تحدث أثناء اقتراب آمن للهبوط.
- فئات معايير العمل الدولية

قالب:Radio station ITU